# Dimi de Jong
Pour les articles homonymes, voir De Jong.

Dimi de Jong, né le 1er septembre 1994 à La Haye, est un snowboardeur néerlandais spécialiste de half-pipe et de slopestyle. 

## Palmarès

### Jeux olympiques
Il se classe 24e en half-pipe aux Jeux olympiques de Sotchi 2014.

### Championnats du monde
- 2 participations avec comme meilleur résultat une treizième place en half-pipe en 2013.

### Coupe du monde
- 1 petit  globe de cristal :
  - Vainqueur du classement slopestyle en 2012.
- 2 podiums dont 1 victoire

### Championnats du monde juniors
- Médaille d'argent du half-pipe en 2012